# Рушители (Кјети)
Рушители (итал. Ruscitelli) је насеље у Италији у округу Кјети, региону Абруцо.
Према процени из 2011. у насељу је живело 223 становника. Насеље се налази на надморској висини од 126 м.